# Thor 5
O Thor 5 (ex-Thor 2R) é um satélite de comunicação geoestacionário norueguês que foi construído pela Orbital Sciences Corporation (OSC), ele está localizado na posição orbital de 1 grau de longitude oeste e é operado pela Telenor. O satélite foi baseado na plataforma Star-2 Bus e sua expectativa de vida útil é de 15 anos.

## História
A Telenor e a Orbital Sciences Corporation anunciaram em setembro de 2005 que assinaram um contrato para a construção de um novo satélite de comunicações geoestacionário. O satélite foi inicialmente chamado Thor 2R. A nova ordem exigia um cronograma de entrega em órbita de 26 meses. A Telenor Satellite Broadcasting, uma divisão da Telenor Broadcast Holding AS, sediada em Oslo, na Noruega possui e opera o satélite. A Orbital foi responsável pela fabricação e testes do satélite e aquisição do serviço de lançamento. A Telenor pediu a Orbital para negociar com o International Launch Services (ILS) para um lançamento a bordo de um foguete Proton.
O satélite Thor 5 fornece telecomunicações fixas em banda Ku e serviços de radiodifusão direct-to-home de televisão a partir da localização orbital de 1 grau de longitude oeste. O satélite tem 24 transponders com três vezes mais poder de carga (3,6 quilowatts de potência de carga útil) em comparação com o satélite Thor 2. O Thor 5 pesava aproximadamente 1.960 kg no lançamento e é usado para melhorar a cobertura dos serviços da Telenor nos países nórdicos, na Europa e no Oriente Médio. 
O Thor 2R foi rebatizado no início de 2007 para Thor 5.

## Lançamento
O satélite foi lançado com sucesso ao espaço no dia 11 de fevereiro de 2008, ás 11:34 UTC, por meio de um veiculo Proton-M/Briz-M, lançado a partir do Cosmódromo de Baikonur, no Casaquistão. O lançamento em um foguete Proton-M/Briz-M permitiu que o satélite fosse inserido diretamente na órbita geoestacionária, consequentemente não foi necessário usar nenhum mecanismo de apogeu. Ele tinha uma massa de lançamento de 1.960 kg.

## Capacidade e cobertura
O Thor 5 é equipado com 24 transponders em banda Ku para fornecer transmissões de telecomunicações para a Escandinávia, Europa e Oriente Médio.